# Transoxanien

Transoxanien und die Nachbarregionen Chorasan und Choresmien in Zentralasien

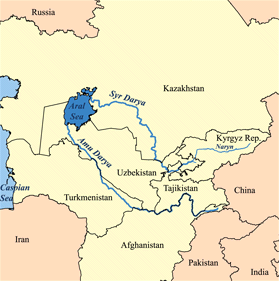
Transoxanien liegt zwischen Oxus (Amu Darja) und Jaxartes (Syr Darja)

Transoxanien – das Land „jenseits des Oxus“ – ist der Name einer bedeutenden historischen Region im westlichen Zentralasien, die im Wesentlichen das Land zwischen den beiden Strömen Amudarja und Syrdarja mit den alten Metropolen Samarkand und Buchara umfasst.

## Name
Der aus dem Lateinischen stammende Begriff Transoxanien bedeutet „Land jenseits des Oxus“, wobei Oxus der alte Name des Amudarja ist. Er entspricht der arabischen Bezeichnung Mawara’annahr (ما وراء النهر, DMG mā warāʾ an-nahr ‚das, was jenseits des Flusses liegt‘), wovon sich wiederum die usbekische Namensform Movarounnahr ableitet. Für die persischen Sassaniden, deren Nordostgrenze zum spätantiken Zentralasien in dieser Region verlief, gehörte Transoxanien (wie aus dem Schāhnāme hervorgeht) zum nicht-iranischen Gebiet Turan, das später vor allem von Türken bewohnt und daher auch als Turkestan bekannt war.

## Geographie
Transoxanien gehört zum Tiefland von Turan und ist von Steppen und Wüsten wie der Kysylkum geprägt; das Klima ist ausgesprochen kontinental und trocken. Das Ferghanatal und Tal des Serafschan, in dem auch Samarkand und Buchara liegen, sind jedoch seit jeher fruchtbares Bewässerungsland, das landwirtschaftlich genutzt wird. Östlich davon befindet sich das Pamir-Gebirge.
Unter dem arabischen Namen Mawara’annahr fassten die muslimischen Geographen des Mittelalters praktisch alle islamisch beherrschten Gebiete nördlich des mittleren und oberen Amudarjas zusammen, wobei die Nordgrenze, aber auch die Ostgrenze im Gebirge nicht genau definiert war. Südlich des Amudarjas lag die ostiranische Region Chorasan, im Westen am Unterlauf des Amudarja, der hier durch Wüsten fließt, die Großoase Choresm. Im Norden lagen die Steppengebiete der bis zur Mongolenzeit noch „heidnischen“, nicht islamisierten Nomaden, unter denen in einzelnen von sogdischen Kolonisten Karawanenstädten, wie Taraz, auch Buddhisten, Manichäer und Christen lebten. Diese Städte gingen zum Ende der mongolischen Khanate im Spätmittelalter mitsamt ihrer religiösen Vielfalt unter. Ein maßgeblicher Kausalbeitrag für den Untergang dieser Stadtkulturen und der nicht-islamischen Religionsgemeinschaften wird neben den fortwährenden Kriegen und der Störung des Handels der Pest Mitte des 14. Jahrhunderts zugeschrieben.
Zu den Regionen und Provinzen, in die Transoxanien zur Zeit des Abbasidenkalifats (750–1258) unterteilt wurde, zählten Sughd (um Buchara und Samarkand am Serafschan), Tschaghaniyan, Chuttal mit der Hauptstadt Hulbuk und Wachan am oberen Amudarja, Usruschana südlich des mittleren Syrdarja mit der Hauptstadt Bundschikat (nahe Schahriston), Schasch um Taschkent nördlich des mittleren Syrdarja und schließlich Ferghana am oberen Syrdarja.
Heute gehört Transoxanien größtenteils zu Usbekistan, doch haben auch Kasachstan (im Norden), Tadschikistan und Kirgisistan (im Osten) und Turkmenistan (im Süden) Anteil an dem Gebiet.

## Geschichte

### Frühe Zeit
Den antiken Autoren, allen voran Herodot war das Gebiet als Sogdiana (Sogdien) bekannt. Es gehörte zum altpersischen Achämenidenreich, danach zum Reich Alexanders des Großen, danach zum Seleukidenreich und zum Griechisch-Baktrischen Königreich. Die Herrschaft über Sogdien blieb aber auch gegenüber den Steppenvölkern im Norden umstritten und es ist fraglich, wie effektiv die Herrschaft der vorerwähnten Reiche über Sogdien tatsächlich war. Zwischen 140 und 129 v. u. Z. erlag das Griechisch-Baktrische Königreich den Angreifern aus dem Norden, wobei hierüber nur spärliche Nachrichten vorliegen, und der genauere Hergang unklar und hoch spekulativ ist. Der chinesische Entdecker Zhang Qian kam 126 v. u. Z. durch diese Gegend und berichtete von den Yuezhi, die zumindest eine der Gruppen der Eroberer bildeten. Die hiermit einsetzenden, zunächst noch sehr losen und sporadischen Kontakte mit dem China der Han-Dynastie führten in der Folge zur Etablierung der Seidenstraße über die Oasen am Südrand der zentralasiatischen Wüsten.
Die politische Geschichte ist weitgehend ungeklärt. In den Oasen bildeten sich lokale Herrschaften. Das weitgespannte Handelsnetz der Sogder von der Krim bis nach China sorgte für Reichtum und kulturelle Blüte. Augenzeugenberichte aus diesen Epochen stammen von den buddhistischen Pilgern aus China, Faxian, der allerdings nicht nach Transoxanien gelangte; Hyecho und Xuanzang. Unklar ist wieweit der Einfluss der im Süden angrenzenden Reiche der Parther oder Kuschana reichte. Die Sasaniden erlangten zeitweise die Oberhoheit über die transoxanischen Städte.
Ab 359 verbündeten sich die Chioniten mit den Sasaniden und kamen nach Transoxanien, wo sie 437 den Thron von Samarkand hielten. Ab 420 breiteten sich die Kidariten aus und erreichten 440 Transoxanien. Ab 457 fielen, ausgehend vom östlichen Baktrien, die Hephthaliten ein, besiegten den sasanidischen Herrscher Peroz I. zwei Mal und erhielten bis mindestens 531 Tribute. 509 eroberten die Hephthaliten Transoxanien.
Gegen die hephthalitische Bedrohung verbündete sich der Sasanidenherrscher Chosrau Anuschirwan mit der neuen Macht in Zentralasien, den Kök-Türken. Im Bündnis mit dem westtürkischen Herrscher Sizabulos, auch unter den Namen Stembis-Chagan und Iştämi bekannt, wurde 560 das Reich der Hephthaliten vernichtet und entlang des Amudarja zwischen Persern und Türken geteilt. Doch entwickelten sich die Türken bald zu noch gefährlicheren Gegnern, die mehr oder weniger dauerhaft auch Nordafghanistan unter ihre Kontrolle brachten.
Ab 556 herrschten die westlichen Kök-Türken in Transoxanien.
Mit der Vernichtung des westtürkischen Reiches zwischen 657 und 679 gewann zeitweilig das China der Tang-Dynastie die Oberhoheit über Transoxanien. Nach dem Zusammenbruch der chinesischen Kontrolle über das Tarim-Becken und der Restauration des osttürkischen Khaganats fiel die Herrschaft in den weiter westlichen Gebieten an die Türken zurück, die nun nacheinander unter der Führung der On-Ok, der Türgiş, der Karluken und schließlich der Karachaniden standen. Die On-Ok standen zeitweise unter der Herrschaft der östlichen (Kök-)Türken, teils waren sie deren Verbündete.

### Ab der Ankunft der Araber
Inzwischen hatte ab 705 die Expansion der muslimischen Araber Transoxanien erreicht. Zwischen 715 und ungefähr 732 wurden sie vom Herrscher der Türgesch, Suluk, aufgehalten, doch insgesamt drängten sie die türkischen Herrscher und – nach der Schlacht am Talas 751 – auch die Chinesen zurück, was den chinesischen Einfluss in Transoxanien für mehrere Jahrhunderte beendete. Von den Arabern bekam das Land seinen Namen Mawara’annahr (Was jenseits des Flusses ist), dem die moderne europäische Bezeichnung Transoxanien nachgebaut ist. Die Türken blieben jedoch eine wichtige Einflussgröße – sei es durch ihre verwandtschaftlichen Verbindungen mit dem lokalen Adel oder ihre Verwendung als Söldner bzw. Militärsklaven (ghulām).
Eine Glanzzeit für Transoxanien bildete die Herrschaft der persischstämmigen muslimischen Dynastie der Samaniden von 819 bis 1005, die bis 874 noch den Tahiriden unterstanden. Unterdessen hatten Mitte des 10. Jahrhunderts die Karachaniden den Islam als erstes Volk außerhalb des Kalifats angenommen. Damit wurden sie zu einer ernsten Bedrohung für die Samaniden: Zum einen entfiel das Motiv eines "heiligen Krieges", zum anderen stockte der Nachschub an Rekruten für ihre Sklavenarmee, weil Muslime nicht versklavt werden durften und die Sklavengeneräle der eigenen Armee Herrschaftsgelüste bekamen. Schließlich fielen die Provinzen südlich des Amudarja an die Ghaznawiden, deren Herrschaft durch einen vormaligen Sklavengeneral der Samaniden Alp-Tigin und dessen Nachfolger Sebüktigin begründet worden war.
Transoxanien hingegen fiel an die Karachaniden: 992 eroberten sie zum ersten Mal Buchara, 999 ein zweites Mal und danach auch Samarkand. Mit den Ghaznawiden einigten sie sich 1001 auf den Amurdarja als Grenze zwischen ihren Reichen. Ab 1020 herrschte Ali Tegin und bildete das "Westreich" der Karachaniden.
Neue Vormacht indes wurden die Seldschuken, die dem Volk der Oghusen entstammten, das am Aralsee seine Sitze hatte. 1040 schlug ein Heer unter Führung des Seldschuken Tughrul Beg in der Schlacht von Dandanqan die ghasnawidische Armee. Der Sieg der Seldschuken löste einen großen Zustrom von türkischen Nomaden, hauptsächlich Oghusen in den Iran und später auch nach Anatolien aus, während der bestehende oghusische Staat zerfiel und unterging. Transoxanien blieb unter der Herrschaft der Karachaniden, die nun unter die Oberhoheit der Seldschuken geraten waren – 1089 und 1097 waren diese in Transoxanien eingefallen.
Die protomongolischen Kitan waren nach einer schweren Niederlage unter Führung Yelü Dashi unter dem Namen Kara Kitai nach Westen geflohen und besiegten 1141 in der Schlacht von Qatwan den mit den Karachaniden verbündeten seldschukischen Herrscher Sandschar. Damit verlor der regierende Karachanide Mahmud den Thron von Samarkand. Andere Karachaniden regierten noch als Vasallen der Kara-Kitai, die nun für kurze Zeit die Herrschaft über Transoxanien errungen hatten. Schon 1182 eroberte der Choresm-Schah aus der Dynastie der Anuschteginiden, vormalige Vasallen der Kara Kitai, Buchara und 1210 schließlich das ganze Land.

### Ab der Herrschaft der Mongolen
1219 eroberten die Mongolen unter Dschingis Khan das Land; weite Teile und insbesondere die Städte wurden zerstört. Transoxanien wurde Teil des ab 1229 entstehenden Tschagatai-Khanats, einem Teil des Mongolenreiches, wobei im Laufe der Zeit lokale Fürsten ständig mehr Einfluss errangen. 1346 verlor das Khanat Transoxanien, Tughluk Timur konnte es aber um 1360 für einige Jahre zurückgewinnen.
1365 besiegte Timur die Mongolen und eroberte Transoxanien, das in der Folge eine neue Blütezeit erlebte. Timur machte Samarkand zur Hauptstadt seines Reiches und zu einem Zentrum der islamischen Welt.
1428 wurde das Usbeken-Khanat in den Steppen des heutigen Kasachstan und West-Sibiriens gegründet und dehnte sich unter dem schaibanidischen Khan Abu'l-Chair bis an den Syr-Darya aus. 1451 unterstützte dieser den timuridischen Khan Abu Sa'id bei seinem Angriff auf den ebenfalls timuridischen Herrscher Abdallah ibn Ibrahim. Zwei Armeen marschierten nach Samarkand und besiegten Abdallah; Abu Sa'id übernahm die Macht. Zentralisierungsbestrebungen Abu'l-Chairs führten zur Abspaltung großer Teile der von ihm geführten Stammeskonföderation, die man Kasachen (Abtrünnige) nannte. Seiner Machtbasis beraubt wurde Abu'l-Chair 1456/57 bei einem Angriff der Oiraten besiegt; sein Reich löste sich auf. Er selbst fiel 1468 in einer Schlacht gegen die Kasachen.
Von den Schaibaniden überlebte lediglich Abu'l-Chairs Enkel Muhammad Schaibani, der sich zunächst u. a. als Söldnerführer des Timuriden Ahmad Mirza verdingte, bevor er 1488 in den Dienst des Tschagatai-Khans Mahmud b. Yunus wurde. Nachdem er die verstreuten usbekischen Stämme gesammelt hatte, eroberte er 1500 Samarkand und Buchara und gründete das Usbeken-Khanat neu. Seine Hauptgegner waren der Timuride Babur und der persische Schah Ismail. 1506 wurde aus dem Usbeken-Khanat das Khanat von Buchara. Nachdem Muhammad Schaibani 1510 in einer Schlacht bei Merw gegen den Safawiden Ismail gefallen war, konnte Babur vorübergehend die Herrschaft über Buchara und Samarkand zurückgewinnen.
Mit ihrem Sieg 1512 in der Schlacht von Gadschdiwan sicherten sich die Usbeken die Herrschaft über Transoxanien. In der Folgezeit gab es zwischen dem Khanat Chiwa/Choresmien und dem Khanat Buchara wechselseitige Eroberungsversuche ohne größere Erfolge. Während der ständigen Kriege zwischen Usbeken und Iranern wurde Chorasan mit seinen ehemals blühenden Städten verwüstet und Transoxanien verfiel der wirtschaftlichen und kulturellen Stagnation. Etwa ab 1600 wurden die Usbeken sesshaft und verschmolzen mit der ansässigen Bevölkerung. 1740 griff der persische Herrscher Nader Schah die Usbeken in Transoxanien an.
1852 begann die russische Expansion in Mittelasien mit dem Angriff auf die zu Kokand (eigenständiges Khanat seit 1710) gehörende Festung Aq-mastschid am Syrdarja. Sie fand 1884 mit der Unterwerfung der Turkmenen und der Eroberung von Merw ihren Abschluss.